# Charles Edoa
Charles Edoa Nga (sinh ngày 17 tháng 5 năm 1990) là một cầu thủ bóng đá người Cameroon thi đấu ở vị trí tiền đạo cho Eding Sport.

## Sự nghiệp câu lạc bộ

### Union Douala
Từ 2008 đến 2013 anh thi đấu cho Union Douala.

### Al-Orobah F.C.
Ngày 10 tháng 8, anh ký hợp đồng với Al-Orobah FC ở Saudi Professional League.

## Sự nghiệp quốc tế
Anh có màn ra mắt trước Tanzania vào sân từ ghế dự bị.